# جانکارلو گوئرینی
جیانکارلو گوئرینی (به ایتالیایی: Giancarlo Guerrini؛  ۲۹ دسامبر ۱۹۳۹ – ۲۱ مارس ۲۰۲۵) بازیکن واترپلو اهل ایتالیا بود. او در المپیک تابستانی سال ۱۹۶۰ در تیم ملی ایتالیا، موفق به کسب مدال طلا شد.
وی همچنین برندهٔ جوایزی همچون نشان شایستگی از جمهوری ایتالیا شد.

گوئرینی در ۲۱ مارس ۲۰۲۵، در سن ۸۵ سالگی در رم، ایتالیا درگذشت.